# 제목 내뱉기
제목 내뱉기(영어: Title Drop)는 영화, 텔레비전 시리즈, 책 또는 기타 미디어에서 작품의 제목이 대사로 등장하는 표현 기법이다. 영미권에서 '타이틀 드롭'이라는 용어는 영화가 대중화되며 처음 사용되었고, 현재도 용례의 주류를 이루고 있다. 영화 《아이언맨》에서 “나는 아이언맨이다(I am Iron Man)”라는 마지막 대사가 나오는 것처럼 영화가 끝날 때 제목 내뱉기가 사용되는 경우도 많다. 일본어에서는 제목 회수(タイトル回収)로 통한다.
주로 오프닝과 엔딩에서 제목을 비추는 제목 띄우기(Title Sequence)와는 제목을 직접 말한다는 점에서 차별화된다. 예를 들어, 영화 스타워즈의 인트로는 대사가 아닌 텍스트로 제목을 보여주므로 제목 내뱉기가 아니라 제목 띄우기로 간주된다. 제목 내뱉기는 영화사만큼이나 오래된 기법으로, 1911년에서도 그 예를 찾을 수 있다. 이후 제목 내뱉기의 사용은 전반적으로 증가하는 추세를 보였다. 제목 내뱉기에 대한 반응은 다양한데, 어떤 것은 마치 클리프행어나 수미상관 구조와 같이 극적이고 상징적인 연출로 호평받는 한편, 어떤 것은 지나치게 어색하거나 부자연스럽다며 비판의 대상이 되기도 한다.

## 영화 속 첫 등장

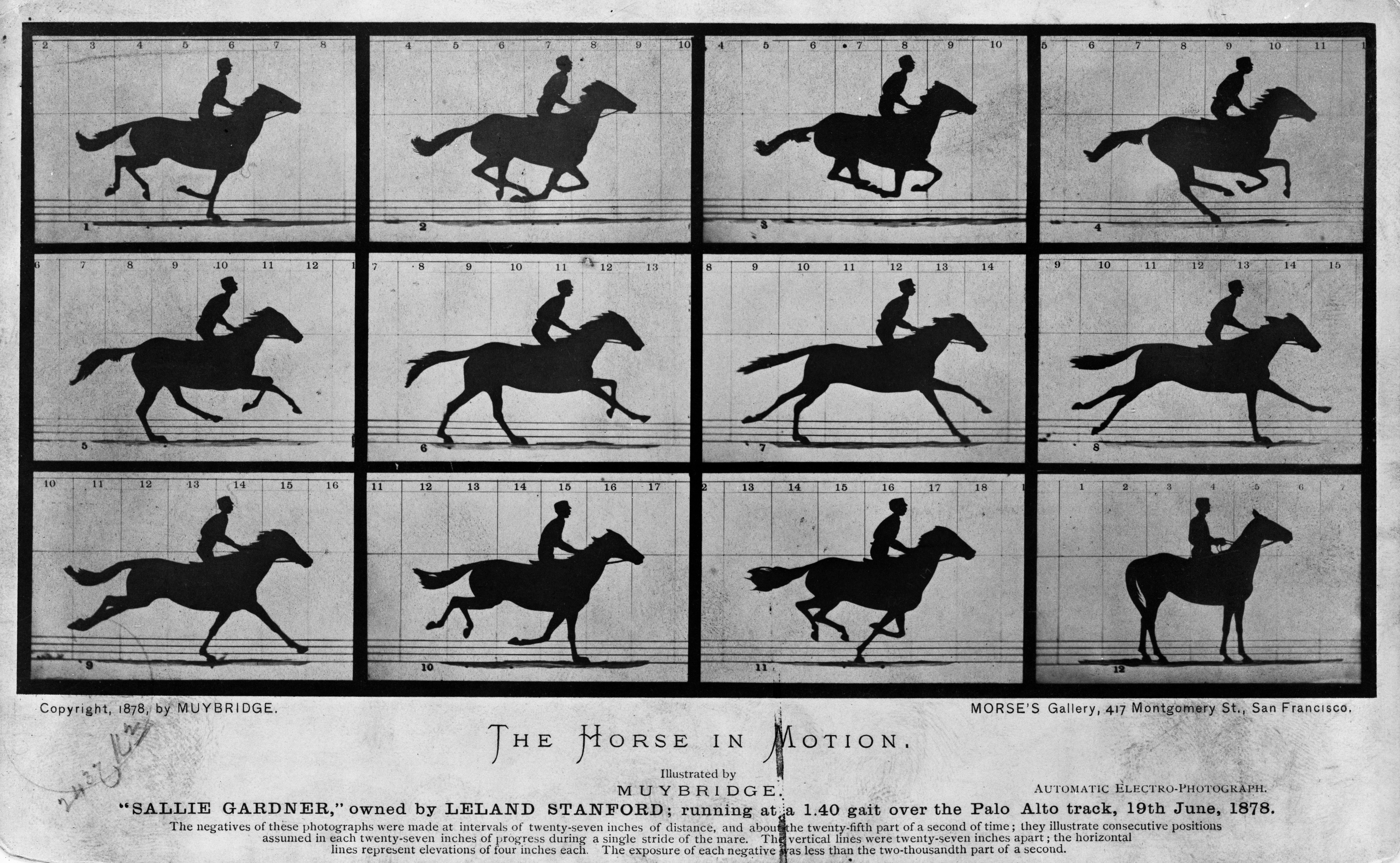
1879년 버전으로 변경된 '샐리 가드너'의 카드.

제목 내뱉기는 영화사만큼이나 오랫동안 존재해왔다. 최초의 영화인 《움직이는 말》(A Horse in Motion)은 1878년에 공개됐으며, 그로부터 불과 33년 후 영화에서 제목 내뱉기가 시작되었다. 정확히 첫 번째 제목 내뱉기가 어떤 것인지는 명확히 밝혀지지 않았지만, 1911년에 개봉된 《카라조르제》(Karadjordje)는 극초기 영화의 제목 내뱉기 사례로 꼽힌다. 이 영화는 세르비아의 혁명가 카라조르제를 주인공으로 한 전기 영화로, 카라조르제의 이름이 인터타이틀의 형태로 여러 번 나타난다.

## 종류
- 자각식 제목 내뱉기: 캐릭터가 작품 제목을 직접 말하면서, 자신이 그 말을 하고 있다는 사실을 인식할 때 발생한다. 제목을 말하는 도중 혹은 직후에 카메라를 바라보는 연출 등이 특징이라 할 수 있다. 이 유형의 예시로는 코미디 영화인 《온천탕 타임머신》을 들 수 있는데, 작중 인물이 “일종의 온천탕 타임머신인게 틀림없어”라며 제목 내뱉기를 코미디 요소로 활용한다. 영화 백 투 더 퓨처에서도 이런 식의 자각식 제목 내뱉기가 등장한다.
- 비자각식 제목 내뱉기: 작품명을 말하는 캐릭터가 자신이 그렇게 말하고 있다는 사실을 전혀 인식하지 못할 때 발생한다. 이는 보다 극적인 작품에서 흔히 볼 수 있다. 제4의 벽을 허물지 않으며, 보다 몰입감 있는 형태의 제목 내뱉기이다.[1] 이 유형의 예시는 영화 《이터널 선샤인》이 있다.
- 홍보용 제목 내뱉기: 캐릭터가 자기 홍보의 수단으로 자신이 속한 작품의 이름을 여러 번 말할 때에 해당한다. 이러한 유형의 제목 내뱉기는 일반적으로 저예산 미디어에서 관찰할 수 있다.
- 간판 캐릭터로 인한 제목 내뱉기: 배트맨, 슈퍼맨, 아이언맨 등과 같이 영화 제목이 주인공의 이름을 딴 경우 일어난다. 캐릭터의 이름 자체가 영화의 제목이기 때문에, 당연하게도 제목 내뱉기가 여러 번 반복될 가능성이 높다. 이 경우 제목이 한두 번 언급되는 것이 아니라 여러 번 언급되기 때문에 강조성이 많이 약해진다.[1] 2023년 영화 《바비》는 제목으로만 267번이나 언급되어 단일 영화에서 가장 많은 제목 내뱉기 기록을 세웠다.[1]

## 사례

### 소설
- 운수 좋은 날(1924): “설렁탕을 사다놓았는데 왜 먹지를 못하니, 왜 먹지를 못하니... 괴상하게도 오늘은! 운수가 좋더니만...”
- 멋진 신세계(1932): “오, 멋진 신세계여.”
- 날개(1936): “날개야 다시 돋아라. 날자. 날자. 날자. 한번만 더 날자꾸나. 한번만 더 날아보자꾸나.”
- 화씨 451(1953): “화씨 451도는 책이 불타는 온도이다.”
- 앵무새 죽이기(1960): “큰어치들은 얼마든지 쏴도 된단다, 맞출 수 있다면 말이야. 하지만 앵무새를 죽이는 건 죄라는 걸 기억하렴.”